# Système de castes balinais
Le système de castes balinais est un système de titres qui indique le statut de l'individu, ou plutôt de sa famille, dans une hiérarchie honorifique déterminée par des généalogies souvent mythologiques. 

## Caractéristiques et différences avec le système indien
L'Indonésie est le seul pays au monde, en dehors de l'Inde et du Népal, où il existe encore une tradition qui se réfère à l'hindouisme. On la trouve dans quelques régions de Java (flanc ouest du mont Lawu, massif du Tengger, régions de Blitar et Banyuwangi). Mais c'est surtout Bali qui est connue dans le monde pour cette tradition. Toutefois, la tradition balinaise n'a pas grand-chose à voir avec le modèle indien. En particulier, la doctrine qui englobe les concepts de dharma, karma et samsara en est absente. La notion de réincarnation est connue, mais en des termes vagues, très idiosyncratiques, et est marginale.
Dans la conception balinaise, les hommes descendent des dieux mais chaque génération décline en rang, à un rythme plus ou moins rapide selon les lignages. Les mythologies qui font descendre les hommes des dieux sont générales au monde indonésien. Cette origine divine peut toutefois être réservée à l'aristocratie. Par exemple, dans les traditions bugis et toraja  du sud de Célèbes, les nobles s'appellent To Manurung, « ceux qui descendent », sous-entendu des dieux.
La tradition balinaise a repris la terminologie indienne des quatre varna (warna en balinais) :
- les Brahmana,
- les Satria,
- les Wesia,
- les Sudra.

La société balinaise distingue fondamentalement deux classes : ceux dont les titres leur donne le droit d'autorité à un niveau au-dessus du village, et ceux qui n'ont pas ce droit et constituent quelque 90 % de la population. La première classe, qui se désigne également par le nom de wong jero, « les gens de l'intérieur », est formée de ce qu'on appelle les triwangsa, « les trois peuples », qui regroupe les trois « castes » supérieures : Brahmana, Satria et Wesia, celles des dirigeants. Les Sudra, qu'on appelle également wong jaba, « les gens de l'extérieur », sont les sujets.
La distinction entre « intérieur » et « extérieur » se retrouve ailleurs en Indonésie. Ainsi à Java, le mot dalem, « intérieur », désigne la demeure d'un aristocrate. En pays Sunda dans l'ouest de Java, le titre de Dalem était porté par les adipati, nobles auxquels était confiée l'administration d'un territoire.
A Bali, comme les Wesia faisaient partie des "gens de l'intérieur", et que les Sudra étaient des paysans, la fonction commerciale était assurée par des étrangers : Javanais, Bugis, Chinois.
La société balinaise ne connaît pas la notion de jâti. Dans les langues d'Indonésie, ce mot a simplement pris le sens d'« essence », « identité ». La catégorie des intouchables est inconnue. En fait, Bali n'a fait qu'adopter des termes indiens pour les placer dans un contexte fondamentalement indonésien et sans doute, austronésien.